# Сельское поселение Малячкино
Сельское поселение Малячкино — муниципальное образование в Шигонском районе Самарской области.
Административный центр поселения — село Малячкино.

## География
Село вытянуто между рекой Уса и железнодорожной линией «Сызрань—Ульяновск».

## Население
| 2010  | 2012  | 2013  | 2014  | 2015  | 2016  | 2017  |
| ----- | ----- | ----- | ----- | ----- | ----- | ----- |
| 1315  | ↘1288 | ↗1292 | ↘1286 | ↘1261 | ↘1245 | ↘1235 |
| 2018  | 2019  | 2020  | 2021  |       |       |       |
| ↘1215 | ↘1191 | ↘1174 | ↗1237 |       |       |       |

## Состав сельского поселения
| № | Населённый пункт | Тип населённого пункта       | Население |
| - | ---------------- | ---------------------------- | --------- |
| 1 | Малячкино        | село, административный центр | ↗1237     |

## Инфраструктура
Село условно разделено жителями на несколько частей со своими названиями: Фабрика, Коммуна, Иванск, Тарахкас, Таманакас, Урлакас, Посёлок.

## Образование
В Малячкинской школе 11 классов.